# 草間村
草間村（くさまそん）は、岡山県阿哲郡にあった村。現在の新見市草間・足見・土橋にあたる。

## 地理
高梁川の中流左岸、同支流・佐伏川右岸の石灰岩台地に位置していた。

## 歴史
- 1889年（明治22年）6月1日、町村制の施行により、阿賀郡草間村、足見村、土橋村が合併して村制施行し、草間村が発足[1][2]。旧村名を継承した草間、足見、土橋の3大字を編成[2]。
- 1900年（明治33年）4月1日、郡の統合により阿哲郡に所属[1][2]。
- 1954年（昭和29年）6月1日、阿哲郡新見町、美穀村、石蟹郷村、豊永村、熊谷村、菅生村、上市町と合併し、市制施行し新見市を新設して廃止された[1][2]。合併後、新見市草間町草間・草間町足見・草間町土橋となる[2]。

## 産業
- 農業、林業[2]
- 産物：米、麦、雑穀、葉煙草、牛、コンニャク、繭、木材[2]

## 教育
- 1890年（明治23年）草間尋常小学校第1支校を足見、第2支校を土橋、第3支校を宮原、第4支校を井倉野分教場にそれぞれ設置[2]。

## 名所・旧跡
- 草間の間歇冷泉（国指定天然記念物）[2]
- 羅生門 (鍾乳洞)（国指定天然記念物）[2]